# Tashkent Open 2013
Tashkent Open 2013 byl tenisový turnaj pořádaný jako součást ženského okruhu WTA Tour, který se hrál na otevřených dvorcích s tvrdým povrchem městské tenisového centra. Konal se mezi 7. až 15. zářím 2013 v uzbecké metropoli Taškentu jako 15. ročník turnaje.
Turnaj s rozpočtem 235 000 dolarů patřil do kategorie WTA International. Nejvýše nasazenou hráčkou ve dvouhře se stala padesátá osmá tenistka světa Bojana Jovanovská ze Srbska, která turnaj vyhrála.

## Ženská dvouhra

### Nasazení
| Stát       | Hráčka                | WTA1) | Nasazení |
| ---------- | --------------------- | ----- | -------- |
| Srbsko     | Bojana Jovanovská     | 58.   | 1.       |
| Ukrajina   | Lesja Curenková       | 61.   | 2.       |
| Rakousko   | Yvonne Meusburgerová  | 64.   | 3.       |
| Chorvatsko | Donna Vekićová        | 65.   | 4.       |
| Rumunsko   | Alexandra Cadanțuová  | 73.   | 5.       |
| Rumunsko   | Irina-Camelia Beguová | 74.   | 6.       |
| Kazachstán | Galina Voskobojevová  | 77.   | 7.       |
| Kazachstán | Jaroslava Švedovová   | 78.   | 8.       |

- 1) Žebříček WTA k 26. srpnu 2013.

### Jiné formy účasti
Následující hráčky obdržely divokou kartu do hlavní soutěže:
- Nigina Abduraimovová
- Arina Folcová
- Sabina Šaripovová

Následující hráčky si zajistily postup do hlavní soutěže v kvalifikaci:
- Teťjana Arefjevová
- Bojana Jovanovská
- Ljudmyla Kičenoková
- Kateryna Kozlovová
- Risa Ozakiová
- Alexandra Panovová

### Odhlášení
před zahájením turnaje
- Sie Šu-wej
- Karin Knappová
- Urszula Radwańská

## Ženská čtyřhra

### Nasazení
| Stát        | Hráčka           | Stát       | Hráčka              | WTA1) | Nasazení |
| ----------- | ---------------- | ---------- | ------------------- | ----- | -------- |
| Maďarsko    | Tímea Babosová   | Kazachstán | Jaroslava Švedovová | 121.  | 1.       |
| Lucembursko | Mandy Minellaová | Bělorusko  | Olga Govorcovová    | 138.  | 2.       |
| Česko       | Eva Birnerová    | Gruzie     | Iryna Burjačoková   | 157.  | 3.       |
| Srbsko      | Vesna Doloncová  | Rumunsko   | Raluca Olaruová     | 178.  | 4.       |

- 1) Žebříček WTA k 26. srpnu 2013; číslo je součtem umístění obou členek páru.

### Jiné formy účasti
Následující páry obdržely divokou kartu do hlavní soutěže:
- Arina Folcová /  Guzal Jusupovová
- Michaela Hončová /  Sabina Šaripovová

## Přehled finále

### Ženská dvouhra
- Bojana Jovanovská vs.  Olga Govorcovová, 4–6, 7–5, 7–6(7–3)

### Ženská čtyřhra
- Tímea Babosová /  Jaroslava Švedovová vs.  Olga Govorcovová /  Mandy Minellaová, 6–3, 6–3